# Marguerite Broquedis
Marguerite Marie Broquedis, née le 17 avril 1893 à Pau et morte le 23 avril 1983 à Orléans, est une joueuse de tennis française du début du XXe siècle. Première française championne olympique toutes disciplines confondues, sa popularité fut importante avant la Grande Guerre.

## Biographie

### Origines et débuts
Marguerite Broquedis est née à Pau en 1893 dans la maison du Jeu de Paume du parc Beaumont, où son père Émile Broquedis était maître paumier (professeur de jeu de paume) et fabricant de raquettes. La famille s’installe en Île-de-France en 1904, Émile Broquedis se portant acquéreur de salles de jeu de paume et de tennis rue Saint-Didier, dans le 16e arrondissement de Paris.
Alors qu'il s'agit d'un sport bourgeois et masculin, toute la famille Broquedis pratique le lawn-tennis, Marguerite comme ses deux frères, Louis et Eugène Broquedis, devenus professeurs de cette discipline au Club de sport de l'île de Puteaux. Son père estime en effet que cela pourrait aider sa fille à s'élever socialement.

### Championne olympique
Après l'avoir vue jouer, Pierre de Coubertin soutient la participation de Marguerite Broquedis aux JO. Seule femme membre de la délégation olympique française en 1912, elle décroche aux Jeux olympiques de Stockholm une médaille d'or en simple dames et une médaille de bronze en double mixte, associée à Albert Canet. Elle devient la première Française championne olympique, toutes disciplines confondues,. Par comparaison, les 111 hommes de la délégation ne ramènent que quatorze médailles dont six en or, conduisant le journal Excelsior à célébrer celle qui « vient de donner un bel exemple de sportivité nationale à ses collègues du sexe fort ». Pour recevoir sa médaille d'or, elle se présente devant le roi de Suède non pas en robe mais en jupe-culotte. Le chercheur Jean-Michel Peter précise qu'« elle n’est pas une militante [féministe], mais elle participe à la construction d’une image de sportive moderne et elle révolutionne la tenue de tennis sans la ramener, avant Suzanne Lenglen » ; Marguerite Broquedis porte ainsi les cheveux courts, délaissant le corset et raccourcissant légèrement sa jupe. En 1914, elle dénonce dans la revue La Vie au grand air le peu de disciplines sportives proposées aux femmes, contrairement aux hommes.
Elle devient très populaire et intègre la vie mondaine parisienne, montant à cheval au bois de Boulogne ou patinant au Palais de Glace.
En 1913 et 1914, elle remporte le championnat de France (devenu les Internationaux de France en 1925), alors ouvert aux seuls Français, respectivement face à Jeanne Matthey et Suzanne Lenglen. Avec cette dernière, elle figure alors en couverture du magazine Femina,. Elle est réputée pour la fulgurance de son coup droit.

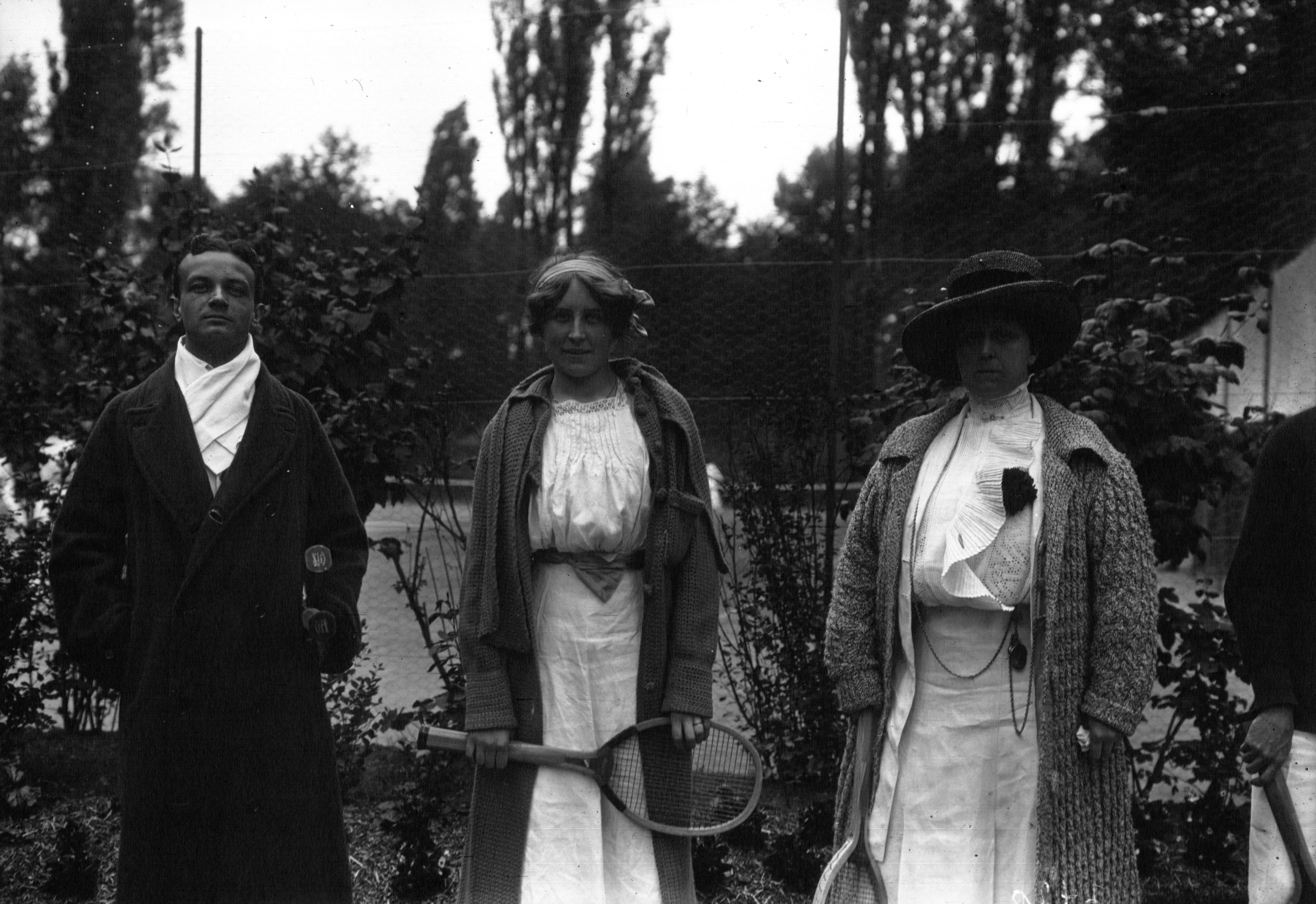
M. Micard, Marguerite Broquedis et Abeille Villard-Gallay en 1910.
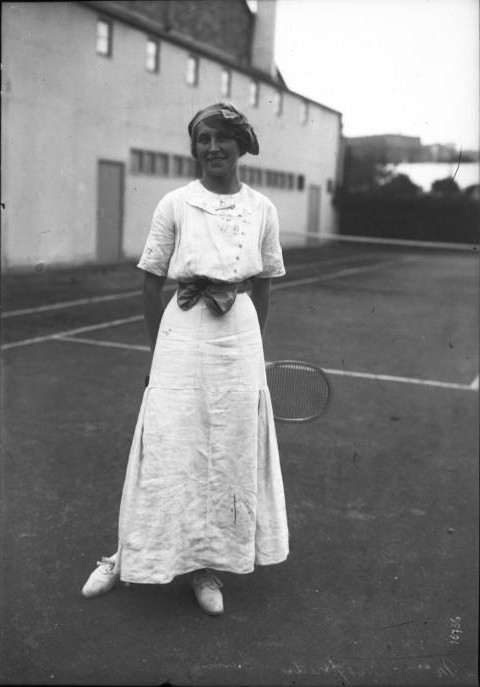
Marguerite Broquedis en 1911.
Marguerite Broquedis en 1912.

### Grande Guerre puis dernières compétitions
La Grande Guerre éprouve durement Marguerite Broquedis. Son frère Louis, caporal au 103e régiment d'infanterie, est tué le 22 août 1914. Quelques jours plus tard, le 6 septembre 1914, son second frère, Eugène, est grièvement blessé ; il restera paralysé du bras droit. Enfin sont encore tués ses cousins germains Pierre Lafaurie, caporal au 7e régiment d'infanterie coloniale, le 28 septembre 1915 et Bernard Luce, second-maître mécanicien sur le croiseur Cassard le 26 février 1916.
Elle reprend la compétition après-guerre, mais sa renommée passée est alors éclipsée par celle, grandissante, de Suzanne Lenglen. Elle remporte encore quelques titres majeurs sous ses noms d'épouse, Marguerite Billout puis après novembre 1925 Marguerite Bordes.
Elle s'impose notamment aux Internationaux de France de Roland-Garros avec Jean Borotra en double mixte en 1927 contre Lilí Álvarez et Bill Tilden. C'est son dernier match important. Elle met un terme à sa carrière en 1930, s'occupant désormais de sa famille. Elle garde cependant contact tout au long de sa vie avec ses anciens partenaires de tennis, Borotra, René Lacoste, Jacques Brugnon ou encore Henri Cochet.

### Retraite et famille
En 1917, elle avait épousé au château d'Aunoy (Seine-et-Marne) Marcel-Louis Billout, riche héritier des pompes à essence Desmarais mais il meurt d'une cirrhose du foie en 1923. Elle se remarie avec le médecin Raymond-Pierre Bordes en 1925, avec qui elle a deux filles. La fortune de son premier veuvage disparaît avec la crise de 1929. Elle conserve un temps un château à La Ferté-Imbault (Loir-et-Cher) où la famille vit, avant de finalement partir pour Orléans.
En 1976, elle est conviée avec d'anciens médaillés d'or olympiques par le président de la République Valéry Giscard d'Estaing à déjeuner au palais de l'Élysée. Âgée de 83 ans, elle est la doyenne. Le chef de l'État la décore de la Légion d'honneur.
Elle meurt en 1983 à Orléans dans l'anonymat. Le Monde précise : « Marguerite Broquedis n'aimait pas les honneurs et se fichait qu'on l'oublie. Le tennis, elle en avait tourné la page ».
En mai 2024, une bande dessinée lui rendant hommage est publiée aux éditions Des ronds dans l'O.

## Palmarès (partiel)

### Titres en simple dames
| No | Date       | Nom et lieu du tournoi           | Catégorie     | Surface      | Finaliste       | Score         |          |
| -- | ---------- | -------------------------------- | ------------- | ------------ | --------------- | ------------- | -------- |
| 1  | 28-06-1912 | Jeux olympiques d'été, Stockholm | J. olympiques | Terre (ext.) | Dorothea Köring | 4-6, 6-3, 6-4 | Parcours |
| 2  | ??-05-1913 | Championnat de France, Paris     | G. Chelem     | Terre (ext.) | Jeanne Matthey  | 6-3, 6-3      | Parcours |
| 3  | 17-06-1914 | Championnat de France, Paris     | G. Chelem     | Terre (ext.) | Suzanne Lenglen | 5-7, 6-4, 6-3 | Parcours |

### Finales en simple dames
| No | Date       | Nom et lieu du tournoi       | Catégorie | Surface      | Vainqueure      | Score    |          |
| -- | ---------- | ---------------------------- | --------- | ------------ | --------------- | -------- | -------- |
| 1  | ??-05-1911 | Championnat de France, Paris | G. Chelem | Terre (ext.) | Jeanne Matthey  | 6-2, 7-5 | Parcours |
| 2  | 05-06-1920 | Championnat de France, Paris | G. Chelem | Terre (ext.) | Suzanne Lenglen | 6-1, 7-5 | Parcours |

### Titre en double dames
| No | Date       | Nom et lieu du tournoi      | Catégorie | Surface      | Partenaire       | Finalistes                       | Score    |          |
| -- | ---------- | --------------------------- | --------- | ------------ | ---------------- | -------------------------------- | -------- | -------- |
| 1  | ??-05-1924 | Championnat de France Paris | G. Chelem | Terre (ext.) | Yvonne Bourgeois | Germaine Golding Jeanne Vaussard | 6-3, 6-3 | Parcours |

### Finale en double dames
| No | Date       | Nom et lieu du tournoi      | Catégorie | Surface      | Vainqueures                        | Partenaire   | Score    |          |
| -- | ---------- | --------------------------- | --------- | ------------ | ---------------------------------- | ------------ | -------- | -------- |
| 1  | 12-05-1921 | Championnat de France Paris | G. Chelem | Terre (ext.) | Suzanne Lenglen Germaine Bourgeois | Suzanne Deve | 6-2, 6-1 | Parcours |

### Titres en double mixte
| No | Date       | Nom et lieu du tournoi         | Catégorie | Surface      | Partenaire   | Finalistes                          | Score         |          |
| -- | ---------- | ------------------------------ | --------- | ------------ | ------------ | ----------------------------------- | ------------- | -------- |
| 1  | ??-05-1911 | Championnat de France Paris    | G. Chelem | Terre (ext.) | André Gobert | Marguerite Mény É. Mény de Marangue | 6-4, 6-3      | Parcours |
| 2  | ??-05-1924 | Championnat de France Paris    | G. Chelem | Terre (ext.) | Jean Borotra | NC                                  | NC            | Parcours |
| 3  | 24-05-1927 | Internationaux de France Paris | G. Chelem | Terre (ext.) | Jean Borotra | Lilí Álvarez Bill Tilden            | 6-4, 2-6, 6-2 | Parcours |

### Finales en double mixte
| No | Date       | Nom et lieu du tournoi      | Catégorie | Surface      | Vainqueures                              | Partenaire      | Score         |          |
| -- | ---------- | --------------------------- | --------- | ------------ | ---------------------------------------- | --------------- | ------------- | -------- |
| 1  | 22-06-1914 | The Championships Wimbledon | G. Chelem | Gazon (ext.) | Ethel Thomson Larcombe James Cecil Parke | Anthony Wilding | 4-6, 6-4, 6-2 |          |
| 2  | 12-05-1921 | Championnat de France Paris | G. Chelem | Terre (ext.) | Suzanne Lenglen Jacques Brugnon          | Max Decugis     | 6-4, 6-1      | Parcours |

## Parcours en Grand Chelem (partiel)
Si l’expression « Grand Chelem », tirée du bridge, désigne classiquement les quatre tournois les plus importants de l’histoire du tennis, elle n'est utilisée pour la première fois qu'en 1933, quand l'Australien Jack Crawford perd la finale du Championnat des États-Unis en septembre (après avoir mené deux sets à zéro) alors qu'il avait gagné les trois tournois dudit « grand chelem » précédents. L'expression n'acquiert la plénitude de son sens que peu à peu après le premier Grand Chelem de Donald Budge en 1938, et à partir des années 1950, quand les voyages internationaux s'accélèrent. Aujourd'hui chacun des quatre tournois du Grand Chelem est appelé - par extension colloquiale - un Grand Chelem.

### En simple dames
| Année | Championnat d'Australasie Championnat d'Australie | Championnat d'Australasie Championnat d'Australie | Championnat de France Internationaux de France | Championnat de France Internationaux de France | Wimbledon       | Wimbledon       | US National | US National |
| ----- | ------------------------------------------------- | ------------------------------------------------- | ---------------------------------------------- | ---------------------------------------------- | --------------- | --------------- | ----------- | ----------- |
| 1911  | -                                                 | -                                                 | Ch. R. finale                                  | Jeanne Matthey                                 | -               | -               | -           | -           |
| 1913  | -                                                 | -                                                 | Ch. R. victoire                                | Jeanne Matthey                                 | -               | -               | -           | -           |
| 1914  | -                                                 | -                                                 | Ch. R. victoire                                | Suzanne Lenglen                                | 2e tour (1/16)  | Agnes Tuckey    | -           | -           |
| 1920  | -                                                 | -                                                 | Ch. R. finale                                  | Suzanne Lenglen                                | -               | -               | -           | -           |
| 1924  | -                                                 | -                                                 | 1/2 finale                                     | Jeanne Vaussard                                | -               | -               | -           | -           |
| 1925  | -                                                 | -                                                 | 1/4 de finale                                  | Kitty McKane                                   | 1/2 finale      | Joan Fry        | -           | -           |
| 1927  | -                                                 | -                                                 | 1/4 de finale                                  | Eileen Bennett                                 | 2e tour (1/32)  | Joan Ridley     | -           | -           |
| 1928  | -                                                 | -                                                 | 3e tour (1/8)                                  | Madzy Rollin                                   | 1er tour (1/64) | H. Contostavlos | -           | -           |
| 1929  | -                                                 | -                                                 | 3e tour (1/8)                                  | Eileen Bennett                                 | -               | -               | -           | -           |
| 1930  | -                                                 | -                                                 | 2e tour (1/16)                                 | Elizabeth Ryan                                 | -               | -               | -           | -           |

À droite du résultat, l’ultime adversaire.

### En double dames
| Année | Championnat d'Australasie Championnat d'Australie | Championnat d'Australasie Championnat d'Australie | Championnat de France Internationaux de France | Championnat de France Internationaux de France | Wimbledon                  | Wimbledon                   | US National | US National |
| ----- | ------------------------------------------------- | ------------------------------------------------- | ---------------------------------------------- | ---------------------------------------------- | -------------------------- | --------------------------- | ----------- | ----------- |
| 1914  | -                                                 | -                                                 | -                                              | -                                              | 1/2 finale V. Pinckney     | Edith Hannam Ethel Larcombe | -           | -           |
| 1920  | -                                                 | -                                                 | 1/2 finale S. Amblard                          | S. Lenglen É. d'Ayen                           | -                          | -                           | -           | -           |
| 1921  | -                                                 | -                                                 | All comer's finale Suzanne Deve                | S. Lenglen G. Bourgeois                        | -                          | -                           | -           | -           |
| 1924  | -                                                 | -                                                 | Victoire Y. Bourgeois                          | G. Golding J. Vaussard                         | -                          | -                           | -           | -           |
| 1925  | -                                                 | -                                                 | 1/2 finale Y. Bourgeois                        | Evelyn Colyer Kitty McKane                     | -                          | -                           | -           | -           |
| 1927  | -                                                 | -                                                 | 2e tour (1/8) Gounouilhou                      | Simone Amaury M. Rosenbaum                     | 1/4 de finale S. Mathieu   | E. Harvey M. McIlquham      | -           | -           |
| 1928  | -                                                 | -                                                 | 1er tour (1/8) Y. Bourgeois                    | E. Bennett P. Holcroft                         | 3e tour (1/8) Y. Bourgeois | J. Russell C. Tyrrell       | -           | -           |
| 1929  | -                                                 | -                                                 | 2e tour (1/8) S. Barbier                       | Doreen Cole B. Tapscott                        | -                          | -                           | -           | -           |
| 1930  | -                                                 | -                                                 | 1/4 de finale Sylvie Jung                      | E. Ryan Helen Wills                            | -                          | -                           | -           | -           |

Sous le résultat, la partenaire ; à droite, l’ultime équipe adverse.

### En double mixte
| Année | Championnat d'Australasie Championnat d'Australie | Championnat d'Australasie Championnat d'Australie | Championnat de France Internationaux de France | Championnat de France Internationaux de France | Wimbledon            | Wimbledon                    | US National | US National |
| ----- | ------------------------------------------------- | ------------------------------------------------- | ---------------------------------------------- | ---------------------------------------------- | -------------------- | ---------------------------- | ----------- | ----------- |
| 1911  | -                                                 | -                                                 | Ch. R. victoire André Gobert                   | M. Mény Édouard Mény                           | -                    | -                            | -           | -           |
| 1914  | -                                                 | -                                                 | -                                              | -                                              | Finale A. Wilding    | Ethel Thomson James Parke    | -           | -           |
| 1921  | -                                                 | -                                                 | All comer's finale Max Decugis                 | S. Lenglen J. Brugnon                          | -                    | -                            | -           | -           |
| 1924  | -                                                 | -                                                 | Victoire Jean Borotra                          |                                                | -                    | -                            | -           | -           |
| 1925  | -                                                 | -                                                 | -                                              | -                                              | 2e tour Henri Cochet | P. Satterthwaite Jean Washer | -           | -           |
| 1927  | -                                                 | -                                                 | Victoire Jean Borotra                          | Lilí Álvarez Bill Tilden                       | 2e tour Jean Borotra | Betty Nuthall Bunny Austin   | -           | -           |
| 1928  | -                                                 | -                                                 | 1/4 de finale Jean Borotra                     | Esna Boyd John Hawkes                          | 3e tour Jean Borotra | P. Holcroft G. Crole-Rees    | -           | -           |
| 1929  | -                                                 | -                                                 | 1/4 de finale R. de Buzelet                    | Helen Wills F. Hunter                          | -                    | -                            | -           | -           |

Sous le résultat, le partenaire ; à droite, l’ultime équipe adverse.

## Parcours aux Jeux olympiques

### En simple dames
| # | Date       | Nom de l'olympiade               | Surface      | Résultat | Ultime adversaire | Score         |          |
| - | ---------- | -------------------------------- | ------------ | -------- | ----------------- | ------------- | -------- |
| 1 | 28/06/1912 | Jeux olympiques d'été, Stockholm | Terre (ext.) | Or       | Dorothea Köring   | 4-6, 6-3, 6-4 | Parcours |

### En double dames
| # | Date       | Nom de l'olympiade          | Surface      | Résultat                 | Partenaire       | Ultimes adversaires              | Score    |          |
| - | ---------- | --------------------------- | ------------ | ------------------------ | ---------------- | -------------------------------- | -------- | -------- |
| 1 | 13/07/1924 | Jeux olympiques d'été Paris | Terre (ext.) | 4e place (petite finale) | Yvonne Bourgeois | Evelyn Colyer · Dorothy Shepherd | 6-1, 6-2 | Parcours |

### En double mixte
| # | Date       | Nom de l'olympiade              | Surface      | Résultat        | Partenaire   | Ultimes adversaires                 | Score    |          |
| - | ---------- | ------------------------------- | ------------ | --------------- | ------------ | ----------------------------------- | -------- | -------- |
| 1 | 28/06/1912 | Jeux olympiques d'été Stockholm | Terre (ext.) | Bronze          | Albert Canet | Oskar Kreuzer Micken Rieck          | Forfait  | Parcours |
| 2 | 13/07/1924 | Jeux olympiques d'été Paris     | Terre (ext.) | 1er tour (1/16) | Jean Borotra | Vincent Richards Marion Zinderstein | 6-3, 6-1 | Parcours |